# Calciatori con almeno 50 reti in nazionale
Questa lista presenta tutti i calciatori che hanno realizzato almeno 50 reti con la propria nazionale maggiore.

## Lista dei calciatori con almeno 50 reti in nazionale
I seguenti calciatori hanno realizzato almeno 50 reti con la propria nazionale.
Aggiornato al 25 marzo 2025.
| Pos. | Nazionale            | Calciatore              | Reti realizzate | Pres. | Periodo   | Media | Prima rete segnata | Ultima rete segnata | Note          |
| ---- | -------------------- | ----------------------- | --------------- | ----- | --------- | ----- | ------------------ | ------------------- | ------------- |
| 1    | Portogallo           | Cristiano Ronaldo       | 136             | 219   | 2004-     | 0,62  | 12 giugno 2004     | 23 marzo 2025       | [ 1 ]         |
| 2    | Argentina            | Lionel Messi            | 112             | 191   | 2005-     | 0,59  | 1º marzo 2006      | 16 ottobre 2024     | [ 2 ]         |
| 3    | Iran                 | Ali Daei                | 109             | 148   | 1993-2006 | 0,73  | 25 giugno 1993     | 1º marzo 2006       | [ 3 ]         |
| 4    | Etiopia              | Luciano Vassallo        | 99              | 104   | ?         | 0,95  | ?                  | ?                   |               |
| 5    | India                | Sunil Chhetri           | 95              | 153   | 2004-     | 0,58  | 12 giugno 2005     | 19 marzo 2025       | [ 4 ]         |
| 6    | Malaysia             | Mokhtar Dahari          | 89              | 142   | 1972-1986 | 0,62  | 15 giugno 1972     | 8 dicembre 1981     | [ 5 ]         |
| 7    | Belgio               | Romelu Lukaku           | 88              | 122   | 2010-     | 0,72  | 17 novembre 2010   | 23 marzo 2025       | [ 6 ]         |
| 8    | Emirati Arabi Uniti  | Ali Mabkhout            | 85              | 115   | 2009-     | 0,74  | 13 ottobre 2012    | 6 gennaio 2024      | [ 7 ]         |
| 8    | Polonia              | Robert Lewandowski      | 85              | 158   | 2008-     | 0,54  | 10 settembre 2008  | 21 marzo 2025       | [ 8 ]         |
| 10   | Ungheria             | Ferenc Puskás           | 84              | 89    | 1945-1956 | 0,94  | 20 agosto 1945     | 14 ottobre 1956     | [ 9 ]         |
| 11   | Zambia               | Godfrey Chitalu         | 79              | 111   | 1968-1980 | 0,71  | 4 luglio 1968      | 13 dicembre 1980    | [ 10 ]        |
| =    | Brasile              | Neymar                  | 79              | 128   | 2010-     | 0,62  | 10 agosto 2010     | 17 ottobre 2023     | [ 11 ]        |
| 13   | Iraq                 | Hussein Saeed           | 78              | 137   | 1976-1990 | 0,57  | 17 luglio 1977     | 10 febbraio 1989    | [ 12 ]        |
| 14   | Brasile              | Pelé                    | 77              | 92    | 1957-1971 | 0,84  | 7 luglio 1957      | 11 luglio 1971      | [ 13 ] [ 14 ] |
| 15   | Ungheria             | Sándor Kocsis           | 75              | 68    | 1948-1956 | 1,10  | 6 giugno 1948      | 7 ottobre 1956      | [ 15 ]        |
| =    | Giappone             | Kunishige Kamamoto      | 75              | 76    | 1964-1977 | 0,99  | 3 marzo 1964       | 15 giugno 1977      | [ 16 ] [ 17 ] |
| =    | Kuwait               | Bashar Abdullah         | 75              | 134   | 1996-2007 | 0,56  | 23 giugno 1996     | 12 giugno 2007      | [ 18 ]        |
| 18   | Arabia Saudita       | Majed Abdullah          | 72              | 117   | 1977-1994 | 0,61  | 24 marzo 1979      | 20 giugno 1994      | [ 19 ]        |
| 19   | Malawi               | Kinnah Phiri            | 71              | 117   | 1973-1981 | 0,61  | 20 gennaio 1974    | 21 giugno 1981      | [ 20 ]        |
| =    | Thailandia           | Kiatisuk Senamuang      | 71              | 134   | 1993-2007 | 0,53  | 11 aprile 1993     | 26 dicembre 2006    | [ 21 ]        |
| =    | Germania             | Miroslav Klose          | 71              | 137   | 2001-2014 | 0,52  | 24 marzo 2001      | 8 luglio 2014       | [ 22 ]        |
| =    | Inghilterra          | Harry Kane              | 71              | 105   | 2015-     | 0,67  | 27 marzo 2015      | 24 marzo 2025       |               |
| 23   | Thailandia           | Piyapong Pue-on         | 70              | 100   | 1981-1997 | 0,70  | 20 giugno 1981     | 12 ottobre 1997     | [ 23 ]        |
| =    | Indonesia            | Abdul Kadir             | 70              | 111   | 1967-1978 | 0,63  | 11 agosto 1967     | 13 giugno 1978      | [ 24 ]        |
| =    | Trinidad e Tobago    | Stern John              | 70              | 115   | 1995-2012 | 0,61  | 15 febbraio 1995   | 21 agosto 2011      | [ 25 ]        |
| 26   | Uruguay              | Luis Suárez             | 69              | 143   | 2007-     | 0,48  | 13 ottobre 2007    | 13 luglio 2024      | [ 26 ] [ 27 ] |
| 27   | Guatemala            | Carlos Ruiz             | 68              | 133   | 1998-2016 | 0,51  | 19 marzo 1999      | 6 settembre 2016    | [ 28 ]        |
| =    | Germania             | Gerd Müller             | 68              | 62    | 1966-1974 | 1,10  | 8 aprile 1967      | 7 luglio 1974       | [ 29 ]        |
| =    | Irlanda              | Robbie Keane            | 68              | 146   | 1998-2016 | 0,47  | 14 ottobre 1998    | 31 agosto 2016      | [ 30 ]        |
| =    | Egitto               | Hossam Hassan           | 68              | 176   | 1985-2006 | 0,39  | 15 luglio 1988     | 3 febbraio 2006     | [ 31 ]        |
| 31   | Bosnia ed Erzegovina | Edin Džeko              | 67              | 140   | 2007-     | 0,48  | 2 giugno 2007      | 11 ottobre 2024     | [ 32 ]        |
| 32   | Costa d'Avorio       | Didier Drogba           | 65              | 105   | 2002-2014 | 0,62  | 11 febbraio 2003   | 4 giugno 2014       | [ 33 ]        |
| 33   | Kuwait               | Jasem Al-Huwaidi        | 64              | 73    | 1992-2009 | 0,76  | 30 novembre 1992   | 29 gennaio 2002     | [ 34 ]        |
| =    | Thailandia           | Teerasil Dangda         | 64              | 128   | 2007-     | 0,5   | 8 ottobre 2007     | 11 giugno 2024      | [ 35 ]        |
| 35   | Svezia               | Zlatan Ibrahimović      | 62              | 122   | 2001-2023 | 0,52  | 7 ottobre 2001     | 17 novembre 2015    | [ 36 ]        |
| =    | Brasile              | Ronaldo                 | 62              | 98    | 1994-2011 | 0,63  | 4 maggio 1994      | 27 giugno 2006      | [ 37 ]        |
| =    | Iraq                 | Ahmed Radhi             | 62              | 121   | 1982-1997 | 0,51  | 10 ottobre 1983    | 6 giugno 1997       | [ 38 ]        |
| 38   | Malaysia             | Abdul Ghani Minhat      | 61              | 71    | 1956-1967 | 0,86  | 13 marzo 1956      | 7 dicembre 1963     | [ 39 ]        |
| 39   | Egitto               | Mohamed Salah           | 60              | 104   | 2011-     | 0,57  | 8 ottobre 2011     | 21 marzo 2025       |               |
| 40   | Ungheria             | Imre Schlosser          | 59              | 68    | 1906-1927 | 0,87  | 4 novembre 1906    | 5 giugno 1921       | [ 40 ]        |
| =    | Spagna               | David Villa             | 59              | 98    | 2005-2017 | 0,6   | 16 novembre 2005   | 23 giugno 2014      | [ 41 ]        |
| =    | Serbia               | Aleksandar Mitrovic     | 59              | 98    | 2013-     | 0,60  | 6 settembre 2013   | 12 ottobre 2024     |               |
| 43   | Uruguay              | Edinson Cavani          | 58              | 136   | 2008-     | 0,42  | 6 febbraio 2008    | 11 giugno 2022      | [ 42 ]        |
| =    | Maldive              | Ali Ashfaq              | 58              | 98    | 2003-     | 0,59  | 3 dicembre 2003    | 21 marzo 2023       | [ 43 ]        |
| =    | Corea del Sud        | Cha Bum-kun             | 58              | 136   | 1972-1986 | 0,43  | 10 maggio 1972     | 7 dicembre 1978     | [ 44 ]        |
| 46   | Francia              | Olivier Giroud          | 57              | 137   | 2011-     | 0,42  | 29 Febbraio 2012   | 9 Giugno 2024       |               |
| =    | Iraq                 | Younis Mahmoud          | 57              | 148   | 2002-2016 | 0,39  | 7 settembre 2002   | 17 novembre 2015    | [ 45 ]        |
| =    | Honduras             | Carlos Pavón            | 57              | 101   | 1993-2010 | 0,56  | 29 novembre 1995   | 23 gennaio 2010     | [ 46 ]        |
| =    | Stati Uniti          | Clint Dempsey           | 57              | 141   | 2004-2017 | 0,40  | 28 maggio 2005     | 22 luglio 2017      | [ 47 ]        |
| =    | Stati Uniti          | Landon Donovan          | 57              | 157   | 2000-2014 | 0,36  | 25 ottobre 2000    | 10 settembre 2013   | [ 48 ]        |
| 51   | Kuwait               | Bader Al-Mutwa          | 56              | 196   | 2003-2022 | 0,29  | 4 settembre 2003   | 25 marzo 2022       | [ 49 ]        |
| =    | Camerun              | Samuel Eto'o            | 56              | 118   | 1997-2014 | 0,47  | 28 gennaio 2000    | 1 giugno 2014       | [ 50 ]        |
| 53   | Repubblica Ceca      | Jan Koller              | 55              | 91    | 1999-2009 | 0,60  | 9 febbraio 1999    | 15 giugno 2008      | [ 51 ]        |
| =    | Singapore            | Fandi Ahmad             | 55              | 101   | 1979-1997 | 0,54  | 26 febbraio 1980   | 16 ottobre 1997     | [ 52 ]        |
| =    | Brasile              | Romário                 | 55              | 70    | 1987-2005 | 0,79  | 28 maggio 1987     | 27 aprile 2005      | [ 53 ]        |
| =    | Giappone             | Kazuyoshi Miura         | 55              | 89    | 1990-2000 | 0,62  | 26 agosto 1992     | 6 giugno 2000       | [ 54 ]        |
| =    | Indonesia            | Iswadi Idris            | 55              | 97    | 1968-1979 | 0,57  | 15 agosto 1968     | 28 settembre 1979   | [ 55 ]        |
| 58   | Argentina            | Gabriel Batistuta       | 54              | 77    | 1991-2002 | 0,70  | 8 luglio 1991      | 2 giugno 2002       | [ 56 ]        |
| 59   | Inghilterra          | Wayne Rooney            | 53              | 120   | 2003-2018 | 0,44  | 6 settembre 2003   | 27 giugno 2016      | [ 57 ]        |
| 60   | Messico              | Javier Hernández        | 52              | 109   | 2009-2019 | 0,48  | 24 febbraio 2010   | 26 marzo 2019       | [ 58 ]        |
| =    | Danimarca            | Poul Nielsen            | 52              | 38    | 1910-1925 | 1,37  | 2 luglio 1912      | 27 settembre 1925   | [ 59 ]        |
| =    | Danimarca            | Jon Dahl Tomasson       | 52              | 112   | 1997-2010 | 0,46  | 9 giugno 1999      | 24 giugno 2010      | [ 60 ]        |
| =    | Filippine            | Phil Younghusband       | 52              | 108   | 2006-2019 | 0,48  | 14 novembre 2006   | 17 novembre 2018    | [ 61 ]        |
| =    | Emirati Arabi Uniti  | Adnan Khames Al-Talyani | 52              | 161   | 1984-1997 | 0,32  | 10 marzo 1984      | 17 dicembre 1997    | [ 62 ]        |
| 65   | Ghana                | Asamoah Gyan            | 51              | 109   | 2003-2019 | 0,47  | 16 novembre 2003   | 1 luglio 2017       | [ 63 ]        |
| =    | Ungheria             | Lájos Tichy             | 51              | 72    | 1955-1971 | 0,71  | 8 maggio 1955      | 25 aprile 1964      | [ 64 ]        |
| =    | Vietnam              | Lê Công Vinh            | 51              | 83    | 2004-2016 | 0,61  | 20 agosto 2004     | 26 novembre 2016    | [ 65 ]        |
| =    | Turchia              | Hakan Şükür             | 51              | 112   | 1993-2007 | 0,46  | 8 aprile 1992      | 2 giugno 2007       | [ 66 ]        |
| =    | Francia              | Thierry Henry           | 51              | 123   | 1997-2010 | 0,41  | 12 giugno 1998     | 14 ottobre 2009     | [ 67 ]        |
| =    | Cile                 | Alexis Sanchez          | 51              | 166   | 2005-     | 0,34  | 7 settembre 2007   | 11 giugno 2024      |               |
| 71   | Giappone             | Shinji Okazaki          | 50              | 119   | 2008-2019 | 0,42  | 20 gennaio 2009    | 28 aprile 2017      | [ 68 ]        |
| =    | Malaysia             | Hassan Zainal Abidin    | 50              | 129   | 1981-1997 | 0,39  | 13 novembre 1981   | 31 marzo 1997       | [ 69 ]        |
| =    | Iran                 | Karim Bagheri           | 50              | 87    | 1993-2010 | 0,57  | 6 giugno 1993      | 9 gennaio 2009      | [ 70 ]        |
| =    | Corea del Sud        | Seon-Hong Hwang         | 50              | 103   | 1988-2002 | 0,49  | 6 dicembre 1988    | 4 giugno 2002       | [ 71 ]        |
| =    | Paesi Bassi          | Robin van Persie        | 50              | 102   | 2005-2017 | 0,49  | 8 giugno 2005      | 13 ottobre 2015     | [ 65 ]        |
| =    | Australia            | Tim Cahill              | 50              | 108   | 2004-2018 | 0,46  | 31 maggio 2004     | 10 ottobre 2017     | [ 72 ]        |

## Calciatori con più di 50 reti in nazionale ancora in attività
I seguenti calciatori sono ancora in attività con la propria nazionale.
| Pos. | Calciatore          | Reti realizzate | Nazionale            | Pres. | Media |
| ---- | ------------------- | --------------- | -------------------- | ----- | ----- |
| 1    | Cristiano Ronaldo   | 135             | Portogallo           | 217   | 0,62  |
| 2    | Lionel Messi        | 112             | Argentina            | 190   | 0,59  |
| 3    | Sunil Chhetri       | 94              | India                | 151   | 0,62  |
| 4    | Ali Mabkhout        | 85              | Emirati Arabi Uniti  | 115   | 0,74  |
| 4    | Romelu Lukaku       | 85              | Belgio               | 120   | 0,71  |
| 4    | Robert Lewandowski  | 85              | Polonia              | 157   | 0,55  |
| 7    | Neymar              | 79              | Brasile              | 128   | 0,61  |
| 8    | Luis Suárez         | 69              | Uruguay              | 143   | 0,48  |
| =    | Harry Kane          | 69              | Inghilterra          | 103   | 0,67  |
| 10   | Edin Džeko          | 67              | Bosnia ed Erzegovina | 138   | 0,48  |
| 11   | Teerasil Dangda     | 64              | Thailandia           | 128   | 0,5   |
| 12   | Edinson Cavani      | 58              | Uruguay              | 136   | 0,42  |
| 12   | Aleksandar Mitrovic | 58              | Serbia               | 94    | 0,63  |
| 12   | Ali Ashfaq          | 58              | Maldive              | 98    | 0,59  |
| 15   | Olivier Giroud      | 57              | Francia              | 137   | 0,42  |
| 15   | Mohamed Salah       | 57              | Egitto               | 101   | 0,57  |
| 17   | Alexis Sanchez      | 51              | Cile                 | 166   | 0,31  |

## Calciatori con più di 50 reti in nazionale per confederazione

### Numero di calciatori con almeno 50 reti in nazionale per confederazione
| Numero calciatori | Nazionale            | Confederazione |
| ----------------- | -------------------- | -------------- |
| 4                 | Brasile              | CONMEBOL       |
| 4                 | Ungheria             | UEFA           |
| 3                 | Giappone             | AFC            |
| 3                 | Iraq                 | AFC            |
| 3                 | Kuwait               | AFC            |
| 3                 | Malaysia             | AFC            |
| 3                 | Thailandia           | AFC            |
| 2                 | Argentina            | CONMEBOL       |
| 2                 | Corea del Sud        | AFC            |
| 2                 | Danimarca            | UEFA           |
| 2                 | Egitto               | CAF            |
| 2                 | Emirati Arabi Uniti  | AFC            |
| 2                 | Francia              | UEFA           |
| 2                 | Germania             | UEFA           |
| 2                 | Indonesia            | AFC            |
| 2                 | Inghilterra          | UEFA           |
| 2                 | Iran                 | AFC            |
| 2                 | Stati Uniti          | CONCACAF       |
| 2                 | Uruguay              | CONMEBOL       |
| 1                 | Arabia Saudita       | AFC            |
| 1                 | Australia            | AFC            |
| 1                 | Belgio               | UEFA           |
| 1                 | Bosnia ed Erzegovina | UEFA           |
| 1                 | Camerun              | CAF            |
| 1                 | Costa d'Avorio       | CAF            |
| 1                 | Etiopia              | CAF            |
| 1                 | Filippine            | AFC            |
| 1                 | Ghana                | CAF            |
| 1                 | Guatemala            | CONCACAF       |
| 1                 | Honduras             | CONCACAF       |
| 1                 | India                | AFC            |
| 1                 | Irlanda              | UEFA           |
| 1                 | Malawi               | AFC            |
| 1                 | Maldive              | AFC            |
| 1                 | Messico              | CONCACAF       |
| 1                 | Paesi Bassi          | UEFA           |
| 1                 | Polonia              | UEFA           |
| 1                 | Portogallo           | UEFA           |
| 1                 | Repubblica Ceca      | UEFA           |
| 1                 | Serbia               | UEFA           |
| 1                 | Singapore            | AFC            |
| 1                 | Spagna               | UEFA           |
| 1                 | Svezia               | UEFA           |
| 1                 | Trinidad e Tobago    | CONCACAF       |
| 1                 | Turchia              | UEFA           |
| 1                 | Vietnam              | AFC            |
| 1                 | Zambia               | CAF            |